# Stars and Stripes Forever
Stars and Stripes Forever, publicerad 1897, är en patriotisk marsch av John Philip Sousa, skriven för stor musikkår. Marschen betraktas som Sousas magnum opus. Den är i lag sedan 1986 fastställd som USA:s nationalmarsch.
Melodin i marschens trio är mycket känd, och har använts som scoutsång (se nedan) och som hejaklackssång, till exempel med texten "SM-guld, SM-guld, SM-guld". Bekant är även det parti nära slutet av marschen där piccolaflöjter spelar en snabb motstämma med många drillar.

## Originaltext
First strain

Let martial note in triumph float

And liberty extend its mighty hand

A flag appears 'mid thunderous cheers,

The banner of the Western land.

The emblem of the brave and true

Its folds protect no tyrant crew;

The red and white and starry blue

Is freedom's shield and hope.

Let eagle shriek from lofty peak

The never-ending watchword of our land;

Let summer breeze waft through the trees

The echo of the chorus grand.

Sing out for liberty and light,

Sing out for freedom and the right.

Sing out for Union and its might,

O patriotic sons.

Second strain

𝄆 Other nations may deem their flags the best

And cheer them with fervid elation

But the flag of the North and South and West

Is the flag of flags, the flag of Freedom's nation. 𝄇

Trio

Hurrah for the flag of the free!

May it wave as our standard forever,

The gem of the land and the sea,

The banner of the right.

Let tyrants remember the day

When our fathers with mighty endeavor

Proclaimed as they marched to the fray

That by their might and by their right

It waves forever.

Grandioso

Hurrah for the flag of the free.

May it wave as our standard forever

The gem of the land and the sea,

The banner of the right.

Let tyrants remember the day

When our fathers with mighty endeavor

Proclaimed as they marched to the fray,

That by their might and by their right

It waves forever.

## Scoutsång
Ett parti av melodin används i en scoutsång.
"Be kind to your web-footed friends"
Be kind to your web-footed friends,
For a duck may be somebody's mother,
Be kind to your friends in the swamp
Where the weather is always damp,
You may think that this is the end.
Well, it is!
"Var rädd om din fyrfota vän"
Var rädd om din fyrfota vän,
för en anka kan vara dess mamma.
Som simmar omkring i en damm
just när solen tittar fram,
och nu tror du att visan är slut
och det är den!
1. Fotnot: "web-footed" är ju egentligen det engelska ordet för "fot med simhud" och hur detta i den svenska versionen blivit till "fyrfota" torde bero på att det rytmmässigt bättre passar in i sången.

2. Fotnot: I en annan amerikansk version sjunger man "Be kind to your four-legged friend, for a duck may be somebody's mother.
Denna stämmer bättre överens med Povel Ramels tvårading där Martin Ljung sjunger "Var snäll mot din fyrfota vän, för en anka kan va' någons mamma./Nu tror du att visan är slut, och det e' den." 
Att göra en anka till ett fyrfota djur är naturligtvis en helt avsiktlig humoristisk vinkling redan i det amerikanska originalet. 
En sak som stör i den översta versionen är orden "swamp" och "damp" som bara rimmar stavningsmässigt men inte uttalsmässigt eftersom de uttalas med å-ljud resp. ä-ljud.